# Capcom
Capcom Co., Ltd. (Na japanskom: 株式会社カプコン) je Japanski proizvođač i izdavač video igara. Napravio je veliki broj naslova koji su imali prodaju na milione, od kojih su najuspešniji Resident Evil, Monster Hunter, Mega Man, Devil May Cry i Dead Rising. Osnovan 1979. godine, postao je internacionalno preduzeće sa podružnicama u Aziji, Evropi i Severnoj Americi.

## Istorija
Prethodnik Capcom-a, I.R.M. korporacija, koju je osnovano Kenzo Cudžimoto 30. maja 1979. godine. Cudžimoto je i dalje bio predsednik Irem korporacije kada je osnovao I.R.M. Cudžimoto je istovremeno radio u obe kompanije dok nije napustio prethodnu 1983. godine.
Originalne kompanije koje su proširile Capcom jesu I.R.M. kao i njena podružnica Japan Kapsul Kompjuters od kojih su obe bile posvećene kreiranju i distribuciji mašina video igara. Obe kompanije su promenile svoje ime u Sanbi Co., septembra 1981. godine dok je Kenzo Cudžimoto 11. juna 1983. godine, prvi put osnovao Capcom Co., Ltd. zarad preuzimanja unutrašnjih prodajnih odeljenja.
Januara 1989. godine su se ujedinile stare kompanije Capcom Co. i Sanbi Co., rezultujući današnju kompaniju. Ime Capcom je skraćenica od „Capsule Computers”, ime koje je kompanija preuzela kako bi naglasila svoje arkadne mašine koje je pravila ranijih godina, kako bi sebe odvojila od personalnih računara koji su bili popularniji sve više i više. Reč „capsule”, aludira na to kako je Capcom voleo da njen softver igara bude „Kapsula spakovana do samog vrha zabavom u igrama”, i želju kompanije da zaštiti svoju intelektualnu svojinu čvrstom školjkom, kako bi sprečila ilegalne kopije i slabije imitacije.
Prvi proizvod kompanije je bio mašina na novčiće zvana Litl Lig jula 1983. godine, a njihova prva video igra, arkada pod nazivom Vulgus, koja objavljena maja 1984. godine. Početak sa Nintendo portom je objavljen decembra 1985. godine, kompanija je počela da radi na igrama za domaće konzole, koje su postale njen glavni biznis nekoliko godina kasnije. Njen američki deo Capcom USA je naišao na blag zastoj kao izdavač video igara 1980. godine, za Komodor 64 i IBM PC DOS računare iako je razvoj ovih arkadnih portova bio pod rukovodstvom drugih kompanija. Kompanija je kreirala 15 naslova koji su imali prodaje na milione od kojih je najpopularnija Resident Evil.
Capcom je zabeležen kao poslednji uticajni izdavač 2D video igara, iako to nije u potpunosti bila namera. Rešenost kompanije da ostane sa Super Nintendom kao svojom platformom je prouzrokovalo da kompanija zaostane za drugim izdavačima koji su kreirali 3D sposobne arkadne platforme. Uz sve to, 2D animacija u stilu grafike crtaća koja je vidjena u igrama poput Darkstalkers: The Night Warriors, i X-Men: Childer of Atom koje su se pokazale veoma popularnim, prouzrokovale su to da ih Capcom usvoji kao svoj poseban stil i iskoristi ga u više svojih igara.
1994. godine Capcom odobrava svoj Street Fighter serijal borbenih igara u film istog naziva. Iako je komercijalno bio uspešan, film je bio jako kritikovan. Adaptacija Resident Evil-a 2002. godine je isto tako imala svoje kritike, ali je bila uspešna u bioskopima. Kompanija gleda na film kao način da ostvari veću prodaju svojih igara.
Capcom je potpisao u partnerstvo sa Nyu Media 2011. godine kako bi objavljivala i dostavljala svoje japanski nezavisne igre koje je Nyu prevodio na engleski jezik. Kompanija sarađuje sa Poljskom lokalizacijskom kompanijom QLoc kako bi portovala svoje igre na druge platforme, najbolji primer su DmC: Devil may Cry PC verzija i njene PS4 i Xbox One remastered verzije.
27. avgusta 2014. godine, Capcom je napisao tužbu za krađu patenta protiv Koei Tecmo Games u iznosu od 980 miliona jena. Capcom je tvrdio da je KoeI Tecmo Games narušio pravo na patent koji je Capcom ostvario 2002. godine.
Novembra 2002. godine, kompanija je izjavila da su njeni serveri bili inficirani ransomware-om, Ragnar Locker hakerske grupe, koji je pomešao sve podatke, i ukrao 1TB osetljivih kompanijskih podataka. Hakerska grupa je novčano ucenjivala Capcom kako bi uklonili ransomware. Sredinom novembra, iste godine, grupa je objavila kontakt informcije 350.000 zaposlenih radnika i kompanijskih partnera kao planove za predstojeće igre, ukazujući na to da Capcom nije želeo da plati ucenu. Capcom je potvrdio da grupa nije došla do podataka o kreditnim karticama i sličnim finansijskim informacijama.

## Struktura korporacije

### Studio za razvoj
Prvih nekoliko godina nakon svog osnovanja, kompanija je imala tri grupe za razvijanje pod nazivom „Sobe za planiranje”, koje su vodili Tokuro Fudživara, Takaši Nišijama i Yošiki Okamoto. Kasnije su se igre razvijale u mnogobrojnim „Studijima za produkciju”, od kojih je svaki bio zadužen za različitu igru. Počev od 2002. godine proces razvijanja je bio reformiran kako bi bolje delio tehnologiju i stručna mišljenja, tako da se svaki studio, zasebno, postepeno rekonstruisao u veća odeljenja zadužena za različite poslove. Dok i dalje postoje samostalna odeljenja za kreiranje arkada, paćinko, paćizlo, onlajn i mobilnih igara, igrački potrošač R i D uprava, je zapravo izvršila spajanje pododeljka glavnih za različito razvijanje video igara.
Capcom im 3 unutrašnje uprave za razvoj igara. To su uprava igrački potrošač za razvoj 1 pod vođstvom Džun Takeučija sa igrama Resident Evil, Mega Man, Devil may Cry, Dead Rising i ostalim velikim naslovima (uglavnom usmeren ka svetskom tržištu), uprava igrački potrošač za razvoj 2 pod vođstvom Rjozo Cudžimotoa (koji je takođe bio na čelu uprave za razvoj mobilnih igara) sa igrama Monster Hunter, Onimusha, Ace Attorney, Sengoku Basara i drugi naslovi sa više tradicionalnim IP-jem (ulgavnom usmeren ka publici iz Azije) i igrački potrošač za razvoj 3 sa igrama Street Fighter, Marvel vs. Capcom, Lost Planet, Dragons Dogma i drugi, onlajn fokusirani, naslovi (igre koje su uglavnom bile usmerene ka onlajn multiplejeru, i/ili turnirima).
Pored ovih unutrašnjih timova, Capcom je takođe imao spoljašnje provizije van studija za razvoj kako bi osigurali stabilan izlaz naslova. Međutim, prateći lošu prodavanost Dark Void i Bionic Commando, menadžment kompanije je odlučio da ograniči spoljnim saradnicima nastavke i novije verzije instalacija već postojećih naslova, ostavivši razvoj svojih originalnih naslova unutar kompanijskih timova. Produkcija igara, budžeta i platforma je određena od strane sastanka za dozvolu razvoja, na kojima su prisustvovali kompanijski menadžment i marketing, prodaja i kvalitet, odeljenja.

### Grane i podružnice
Pored glavnog položaja kancelarije i zgrade R i D Capcom-a od kojih su obe locirane u Čuo-ku u Osaci, Japanska glavna kompanija takođe ima svoju filijalu u Šindžuku Micui zgradi u Niši-Šindžoku u Šindžoku, Tokijo. Takođe poseduje Ueno objekat, filijalu u Igi, prefekturi Mije.
Internacionalna Capcom grupa obuhvata 15 podružnica u Japanu, Severnoj Americi, Evropi, Istočnoj Aziji. Pridružene kompaniju uključuju Koko Capcom Co., Ltd. u Južnoj Koreji, Street Fighter film, LLC u Sjedinjenim državama i Dellgamadas Co., Ltd.

### Mediji povezani sa video igrama
Kao dodatak razvoju i objavljivanju domaćih, onlajn, mobilnih, arkadnih, paćinko i paćizlo igara, kompanija objavljuje strateška uputstva, održava svoje arkadne centre u Japanu poznate kao Plaza Capcom i izdaje licencu naslova i osobine svojih karaktera za upotrebu sa povezanim proizvodima, filmova, TV serija i scenskih nastupa.
Suleputer, organizacija unutar kompanije koja se bavi marketingom i muzičkim oznakama, uspostavlja saradnju sa Soni Musik Entertainment Intermedijom 1998. godine, objavljuje razne CD, DVD, i ostale medije bazirane na Capcom video igrama. Godišnji privatni media vrh pod nazivom Captivate, prethodno nazvana Gejmers Dej 2008. godine, je tradicionalno korišćena kao najava novih igara i najavu biznisa.

## Video igre
Capcom je započeo svoj Street Fighter serijal 1987. godine. Serija borilačkih igara koja je među najpopularnijim igrama istog žanra. Serija je prodala 46 miliona kopija, i služi kao vodeći naslov Capcom kompanije. Iste godine, kompanija predstavlja Mega Man serijal koji se prodao u 36 miliona kopija.
Kompanija je objavila svoj prvi deo Resident Evil serijala horor preživljavanja 1996. godine. Serijal je doživeo finansijski uspeh, prodavši 107 miliona kopija. Prateći rad na drugom delu Resident Evil serijala, kompanija je počela da radi na Resident Evil serijalu za Playstation 2 platformu. Radikalno drugačiji od svojih postojećih serijala, Capcom je odlučio da napravi spin off svoje igre u sopstveni serijal, Devil may Cry. Dok su prva tri dela objavljivana ekskluzivno za playstation 2, kompanija je donela dalje naslove konzolama koje nisu playstation 2. Serijal kao celina se prodao u 23 miliona kopija. Capcom je započeo svoj Monster Hunter serijal 2004. godine. Serijal se prodao u 66 miliona primeraka na različitim konzolama. Nakon remake-a Resident Evil 2 i 3 igara, Capcom sada pravi remake Resident Evil 4 igre. Resident Evil 4 ima veći tim za razvijanje u odnosu na prethodna dva remake-a, ukljućujući podršku kompanijinih unutrašnjih Resident Evil 2 i Devil may Cry 5 timova. Mnogi originalni programeri Resident Evil 4 igre ostaju unutar ovih timova uključujući Hirojuki Kobajašu. Remake je osmišljen od strane novajlije u M-Two studiju.
Iako se kompanija oslanja na već postojeće naslove, ona je takođe  napravila mnoge naslove za Xbox 360, Wii i Playstation 3 konzole, baziranim na originalnim idejama. Neke od njih su: Lost Planet: Extreme Condition, Dead Rising, Dragon's Dogma, Asura's Wrath i Zack and Wiki. Za vreme ovog perioda, Capcom je takođe pomogao u objavljivanju mnogih originalnih naslova zapadnih programera za koje drugi izdavači nisu hteli da pruže šansu. Neki od naslova su: Remember me, Dark Void, Spyborgs, Okami, Okamiden i Ghost Trick: Phantom Detective. Trenutno Capcom radi svojoj poslednjoj ideji, Deep Down, za playstation 4 i playstation 5 konzole.

### Platinum titule
Capcom ima svoju listu, koja se menja na tromesečnom nivou, svojih igara koje su prešle preko milion prodanih kopija i imaju naziv „Platinum titule”. Lista se sastoji od preko 100 video igara. Sledeća lista sadrži 10 najprodavanijih naslova od 31.12.2020. godine.
| Naslov igre                    | Godina objave   | Platforme                           | Prodaja (u milionima |
| ------------------------------ | --------------- | ----------------------------------- | -------------------- |
| Monster Hunter World           | Januar 2018.    | PlayStation 4, Xbox One, PC         | 16.8                 |
| Resident Evil 7: Biohazard     | Januar 2017.    | PlayStation 4, Xbox One, PC         | 8.5                  |
| Resident Evil 2 Remake         | Januar 2019.    | PlayStation 4, Xbox One, PC         | 7.8                  |
| Resident Evil 5                | Mart 2009.      | PlayStation 3, Xbox 360             | 7.8                  |
| Resident Evil 6                | Oktobar 2012.   | PlayStation 3, Xbox 360             | 7.7                  |
| Monster Hunter World: Iceborne | Septembar 2019. | PlayStation 3, Xbox 360, PC         | 7.2                  |
| Street Fighter II              | Jun 1992.       | Super Nintendo Entertainment System | 6.3                  |
| Street Fighter V               | Februar 2016.   | PlayStation 4, PC                   | 5.2                  |
| Resident Evil 2                | Januar 1998.    | PlayStation                         | 4.96                 |
| Monster Hunter Freedom 3       | Decembar 2010.  | PlayStation Portable                | 4.9                  |

| Naslov            | Prodaja (u milionima) |
| ----------------- | --------------------- |
| Resident Evil     | 107.0                 |
| Monster Hunter    | 66.0                  |
| Street Fighter    | 46.0                  |
| Mega Man          | 36.0                  |
| Devil May Cry     | 23.0                  |
| Dead Rising       | 14.0                  |
| Marvel vs. Capcom | 9.8                   |
| Onimusha          | 8.4                   |
| Ace Attorney      | 8.0                   |
| Lost Planet       | 6.3                   |

## Kritike i polemika
U 2012. Capcom je naišao na dosta kritika i polemika zbog kontroverznih taktika prodaje, kao što su impementacija zaključanog sadržaja na diskovima, koja su zahtevala dodatnu doplatu kako bi se otključali iako je sadržaj već dostupan u fajlovima video igre, najzabeleženiji u Street Fighter x Tekken video igri. Kompanija je uspešno odbranila praksu zaključanog sadržaja. Takođe je bila kritikovana za ostalne biznis odluke na primer, neke neobjavljene video igre izvan Japana (od kojih jenajzabeleženiji Sengoku Basara serijal), naglo prestajući sa radom na iščekivanim projektima (najzabeleženiji Mega Man Legends 3), i gašenje Clover studija.
2015. playstation 4 verzija Ultra Street Fighter 4 je povučen iz Capcom profesionalnog turnira zbog brojnih tehničkih problema i bagova. 2016. Capcom objavljuje Street Fighter 5 video igru, sa jako ograničenim sadržajem za jednog igrača. Po izlasku postojale su razne greške stabilnosti sa mrežom igre koje su izbacivale igrače usred igre kada igrači nisu igrali u onlajn modu. Street Fighter 5 nije uspeo da dostigne svoj cilj prodaje od 2 miliona kopjia u martu 2016. godine.

### Kompanije koje su osnovane od bivših zaposlenih Capcom kompanije
| Naziv              | Fondacija                 | Pripadnost                                                                        |
| ------------------ | ------------------------- | --------------------------------------------------------------------------------- |
| Crafts & Meister   | 1. jun 2004. godine       | Osnovana od strane Noritake Funamizu i Kacuhiro Sude                              |
| Game Republic      | 1. jul 2003. godine       | Osnovana od strane Jošiki Okamota                                                 |
| Inti Creates       | 8. maj 1996. godine       | Osnovana od strane Takuja Aize                                                    |
| Level-5 Comcept    | 1. decembar 2010. godine  | Osnovana od strane Keidži Inafune kao koncept                                     |
| PlatinumGames      | 1. oktobar 2007. godine   | Osnovana od strane Šindži Mikamija, Acuši Inabe, Hideki Kamije, i Tacuje Minamija |
| Tango Gameworks    | 1. mart 2010.godine       | Osnovana od strane Šindži Mikamija                                                |
| UTV Ignition Games | 26. septembar 2001.godine | Savaki Takejasu se pridružio Ignition Tokyo, podružnica UTV Ignition Games-a      |

## Literatura
https://www.capcom.co.jp/ir/english/data/pdf/2007annual/Annual2007e.pdf
https://www.capcom.co.jp/ir/english/data/pdf/Annual1998.pdf

## Spoljašnje veze
- Званични веб-сајт